# Mensur Mujdža
Mensur Mujdža (Zagabria, 28 marzo 1984) è un allenatore di calcio ed ex calciatore croato naturalizzato bosniaco, di ruolo difensore.

## Caratteristiche tecniche
Giocava principalmente come terzino destro dotato di buona resistenza fisica e velocità, agiva anche sulla fascia sinistra, abile nelle chiusure difensive.

## Carriera

### Giocatore

#### Club
Cresce calcisticamente nelle giovanili del NK Zagabria per poi passare in prima squadra dove gioca due anni dal 2004 al 2009 collezionando globalmente 142 presenze e 5 reti in campionato.
Nell'estate 2009 si trasferisce in Bundesliga firmando con il Friburgo, dove con gli anni diventa vice-capitano del club tedesco. Il 26 agosto 2016 viene acquistato dal Kaiserslautern club di Zweite Liga, tuttavia appena arrivato subisce un gravissimo infortunio al ginocchio in allenamento costringendolo ad un stop forzato di almeno quattro-cinque mesi. Nel novembre 2017 a causa dei continui problemi fisici alle ginocchia, annuncia il suo ritiro dal calcio giocato.

#### Nazionale
Ha iniziato giocando dal 2004 al 2006 nelle nazionali giovanili croate Under-20 e Under-21.
Nel maggio 2010 viene convocato stabilmente dal CT. Safet Sušić nella Bosnia dove ha fatto il suo esordio ufficiale da titolare il 10 agosto 2010 in un'amichevole giocata contro il Qatar, con la sua nazionale inoltre ha partecipato anche alla Coppa del Mondo FIFA 2014.

### Allenatore
Nel luglio 2022 prende le redini della sezione U-19 del HNK Gorica precedentemente allenata da Sven Raić.
Il 5 novembre 2022 succede Igor Angelovski venendo promosso ad allenatore della prima squadra del HNK Gorica fino alla pausa invernale. Si siede sulla panchina dei Goričani solo in occasione dell'ottavo di finale di Coppa di Croazia perso contro il Sebenico (2-0).
Il 28 novembre, in seguito al nuovo cambio di allenatore nel Gorica, viene nominato assistente di Željko Sopić.
Il 23 agosto 2023 viene nuovamente promosso temporaneamente a primo allenatore succedendo la panchina del Gorica proprio a Željko Sopić. Si siede anche questa volta sulla panchina del club di Velika Gorica solo per una partita, in occasione del pareggio casalingo di campionato contro il Slaven Belupo (2-2).
In seguito all'esonero di Dinko Jeličić avvenuto l'11 marzo 2024, traghetta il Gorica in occasione del match di campionato pareggiato 0-0 in casa dell'Istria 1961.

## Statistiche

### Presenze e reti nei club
| Stagione           | Squadra            | Campionato         | Campionato | Campionato | Coppe nazionali | Coppe nazionali | Coppe nazionali | Coppe continentali | Coppe continentali | Coppe continentali | Altre coppe | Altre coppe | Altre coppe | Totale | Totale |
| Stagione           | Squadra            | Comp               | Pres       | Reti       | Comp            | Pres            | Reti            | Comp               | Pres               | Reti               | Comp        | Pres        | Reti        | Pres   | Reti   |
| ------------------ | ------------------ | ------------------ | ---------- | ---------- | --------------- | --------------- | --------------- | ------------------ | ------------------ | ------------------ | ----------- | ----------- | ----------- | ------ | ------ |
| 2002-2003          | NK Zagabria        | HNL1               | 7          | 0          | HK              | 1               | 0               | -                  | -                  | -                  | -           | -           | -           | 8      | 0      |
| 2003-2004          | NK Zagabria        | HNL1               | 21         | 0          | HK              | 1               | 0               | I                  | 2                  | 0                  | -           | -           | -           | 24     | 0      |
| 2004-2005          | NK Zagabria        | HNL1               | 16         | 1          | HK              | 2               | 0               | -                  | -                  | -                  | -           | -           | -           | 18     | 1      |
| 2005-2006          | NK Zagabria        | HNL1               | 17         | 0          | HK              | 1               | 0               | -                  | -                  | -                  | -           | -           | -           | 18     | 0      |
| 2006-2007          | NK Zagabria        | HNL1               | 30         | 0          | HK              | 3               | 0               | -                  | -                  | -                  | -           | -           | -           | 33     | 0      |
| 2007-2008          | NK Zagabria        | 1.HNL              | 30         | 3          | HK              | 4               | 0               | I                  | 2                  | 0                  | -           | -           | -           | 36     | 3      |
| 2008-2009          | NK Zagabria        | HNL1               | 21         | 1          | HK              | 5               | 1               | -                  | -                  | -                  | -           | -           | -           | 26     | 2      |
| Totale NK Zagabria | Totale NK Zagabria | Totale NK Zagabria | 142        | 5          |                 | 17              | 1               |                    | 4                  | 0                  |             | -           | -           | 163    | 6      |
| 2009-2010          | Friburgo           | BL                 | 14         | 0          | CG              | 0               | 0               | -                  | -                  | -                  | -           | -           | -           | 14     | 0      |
| 2010-2011          | Friburgo           | BL                 | 32         | 0          | CG              | 2               | 0               | -                  | -                  | -                  | -           | -           | -           | 34     | 0      |
| 2011-2012          | Friburgo           | BL                 | 14         | 1          | CG              | 1               | 0               | -                  | -                  | -                  | -           | -           | -           | 15     | 1      |
| 2012-2013          | Friburgo           | BL                 | 23         | 0          | CG              | 3               | 0               | -                  | -                  | -                  | -           | -           | -           | 26     | 0      |
| 2013-2014          | Friburgo           | BL                 | 7          | 0          | CG              | 1               | 0               | -                  | -                  | -                  | -           | -           | -           | 8      | 0      |
| 2014-2015          | Friburgo           | BL                 | 10         | 0          | CG              | 2               | 0               | -                  | -                  | -                  | -           | -           | -           | 12     | 0      |
| 2015-2016          | Friburgo           | 2L                 | 18         | 0          | CG              | 2               | 0               | -                  | -                  | -                  | -           | -           | -           | 20     | 0      |
| Totale Friburgo    | Totale Friburgo    | Totale Friburgo    | 118        | 1          |                 | 11              | 0               |                    | -                  | -                  |             | -           | -           | 129    | 1      |
| 2016-2017          | Kaiserslautern     | 2L                 | 0          | 0          | CG              | 0               | 0               | -                  | -                  | -                  | -           | -           | -           | 0      | 0      |
| Totale carriera    | Totale carriera    | Totale carriera    | 260        | 6          |                 | 28              | 1               |                    | 4                  | 0                  |             | -           | -           | 292    | 7      |

### Cronologia presenze e reti in nazionale
| Cronologia completa delle presenze e delle reti in nazionale ― Bosnia ed Erzegovina | Cronologia completa delle presenze e delle reti in nazionale ― Bosnia ed Erzegovina | Cronologia completa delle presenze e delle reti in nazionale ― Bosnia ed Erzegovina | Cronologia completa delle presenze e delle reti in nazionale ― Bosnia ed Erzegovina | Cronologia completa delle presenze e delle reti in nazionale ― Bosnia ed Erzegovina | Cronologia completa delle presenze e delle reti in nazionale ― Bosnia ed Erzegovina | Cronologia completa delle presenze e delle reti in nazionale ― Bosnia ed Erzegovina | Cronologia completa delle presenze e delle reti in nazionale ― Bosnia ed Erzegovina |
| Data                                                                                | Città                                                                               | In casa                                                                             | Risultato                                                                           | Ospiti                                                                              | Competizione                                                                        | Reti                                                                                | Note                                                                                |
| ----------------------------------------------------------------------------------- | ----------------------------------------------------------------------------------- | ----------------------------------------------------------------------------------- | ----------------------------------------------------------------------------------- | ----------------------------------------------------------------------------------- | ----------------------------------------------------------------------------------- | ----------------------------------------------------------------------------------- | ----------------------------------------------------------------------------------- |
| 10-8-2010                                                                           | Sarajevo                                                                            | Bosnia ed Erzegovina                                                                | 1 – 1                                                                               | Qatar                                                                               | Amichevole                                                                          | -                                                                                   |                                                                                     |
| 3-9-2010                                                                            | Lussemburgo                                                                         | Lussemburgo                                                                         | 0 – 3                                                                               | Bosnia ed Erzegovina                                                                | Qual. Euro 2012                                                                     | -                                                                                   |                                                                                     |
| 7-9-2010                                                                            | Zenica                                                                              | Bosnia ed Erzegovina                                                                | 0 – 2                                                                               | Francia                                                                             | Qual. Euro 2012                                                                     | -                                                                                   |                                                                                     |
| 8-10-2010                                                                           | Tirana                                                                              | Albania                                                                             | 1 – 1                                                                               | Bosnia ed Erzegovina                                                                | Qual. Euro 2012                                                                     | -                                                                                   |                                                                                     |
| 9-2-2011                                                                            | Atlanta                                                                             | Messico                                                                             | 2 – 0                                                                               | Bosnia ed Erzegovina                                                                | Amichevole                                                                          | -                                                                                   |                                                                                     |
| 26-3-2011                                                                           | Zenica                                                                              | Bosnia ed Erzegovina                                                                | 2 – 1                                                                               | Romania                                                                             | Qual. Euro 2012                                                                     | -                                                                                   |                                                                                     |
| 3-6-2011                                                                            | Bucarest                                                                            | Romania                                                                             | 3 – 0                                                                               | Bosnia ed Erzegovina                                                                | Qual. Euro 2012                                                                     | -                                                                                   |                                                                                     |
| 7-6-2011                                                                            | Zenica                                                                              | Bosnia ed Erzegovina                                                                | 2 – 0                                                                               | Albania                                                                             | Qual. Euro 2012                                                                     | -                                                                                   | 73’                                                                                 |
| 10-8-2011                                                                           | Sarajevo                                                                            | Bosnia ed Erzegovina                                                                | 0 – 0                                                                               | Grecia                                                                              | Amichevole                                                                          | -                                                                                   |                                                                                     |
| 6-9-2011                                                                            | Zenica                                                                              | Bosnia ed Erzegovina                                                                | 1 – 0                                                                               | Bielorussia                                                                         | Qual. Euro 2012                                                                     | -                                                                                   |                                                                                     |
| 7-10-2011                                                                           | Zenica                                                                              | Bosnia ed Erzegovina                                                                | 5 – 0                                                                               | Lussemburgo                                                                         | Qual. Euro 2012                                                                     | -                                                                                   |                                                                                     |
| 11-10-2011                                                                          | Saint-Denis                                                                         | Francia                                                                             | 1 – 1                                                                               | Bosnia ed Erzegovina                                                                | Qual. Euro 2012                                                                     | -                                                                                   | 61’ - 62’                                                                           |
| 26-5-2012                                                                           | Dublino                                                                             | Irlanda                                                                             | 1 – 0                                                                               | Bosnia ed Erzegovina                                                                | Amichevole                                                                          | -                                                                                   | 56’                                                                                 |
| 31-5-2012                                                                           | Chicago                                                                             | Messico                                                                             | 2 – 1                                                                               | Bosnia ed Erzegovina                                                                | Amichevole                                                                          | -                                                                                   | 81’                                                                                 |
| 15-8-2012                                                                           | Llanelli                                                                            | Galles                                                                              | 0 – 2                                                                               | Bosnia ed Erzegovina                                                                | Amichevole                                                                          | -                                                                                   | 86’                                                                                 |
| 11-9-2012                                                                           | Zenica                                                                              | Bosnia ed Erzegovina                                                                | 4 – 1                                                                               | Lettonia                                                                            | Qual. Mondiali 2014                                                                 | -                                                                                   |                                                                                     |
| 12-10-2012                                                                          | Atene                                                                               | Grecia                                                                              | 0 – 0                                                                               | Bosnia ed Erzegovina                                                                | Qual. Mondiali 2014                                                                 | -                                                                                   |                                                                                     |
| 16-10-2012                                                                          | Zenica                                                                              | Bosnia ed Erzegovina                                                                | 3 – 0                                                                               | Lituania                                                                            | Qual. Mondiali 2014                                                                 | -                                                                                   | 58’                                                                                 |
| 22-3-2013                                                                           | Zenica                                                                              | Bosnia ed Erzegovina                                                                | 3 – 1                                                                               | Grecia                                                                              | Qual. Mondiali 2014                                                                 | -                                                                                   | 84’                                                                                 |
| 7-6-2013                                                                            | Riga                                                                                | Lettonia                                                                            | 0 – 5                                                                               | Bosnia ed Erzegovina                                                                | Qual. Mondiali 2014                                                                 | -                                                                                   |                                                                                     |
| 10-9-2013                                                                           | Žilina                                                                              | Slovacchia                                                                          | 1 – 2                                                                               | Bosnia ed Erzegovina                                                                | Qual. Mondiali 2014                                                                 | -                                                                                   | 50’                                                                                 |
| 5-3-2014                                                                            | Innsbruck                                                                           | Bosnia ed Erzegovina                                                                | 0 – 2                                                                               | Egitto                                                                              | Amichevole                                                                          | -                                                                                   | 46’                                                                                 |
| 30-5-2014                                                                           | St. Louis                                                                           | Bosnia ed Erzegovina                                                                | 2 – 1                                                                               | Costa d'Avorio                                                                      | Amichevole                                                                          | -                                                                                   | 64’                                                                                 |
| 3-6-2014                                                                            | Chicago                                                                             | Messico                                                                             | 0 – 1                                                                               | Bosnia ed Erzegovina                                                                | Amichevole                                                                          | -                                                                                   | 63’                                                                                 |
| 15-6-2014                                                                           | Rio de Janeiro                                                                      | Argentina                                                                           | 2 – 1                                                                               | Bosnia ed Erzegovina                                                                | Mondiali 2014 - 1º turno                                                            | -                                                                                   | 69’                                                                                 |
| 21-6-2014                                                                           | Cuiabá                                                                              | Nigeria                                                                             | 1 – 0                                                                               | Bosnia ed Erzegovina                                                                | Mondiali 2014 - 1º turno                                                            | -                                                                                   |                                                                                     |
| 4-9-2014                                                                            | Tuzla                                                                               | Bosnia ed Erzegovina                                                                | 3 – 0                                                                               | Liechtenstein                                                                       | Amichevole                                                                          | -                                                                                   | 46’                                                                                 |
| 10-10-2014                                                                          | Cardiff                                                                             | Galles                                                                              | 0 – 0                                                                               | Bosnia ed Erzegovina                                                                | Qual. Euro 2016                                                                     | -                                                                                   |                                                                                     |
| 13-10-2014                                                                          | Zenica                                                                              | Bosnia ed Erzegovina                                                                | 1 – 1                                                                               | Belgio                                                                              | Qual. Euro 2016                                                                     | -                                                                                   |                                                                                     |
| 16-11-2014                                                                          | Haifa                                                                               | Israele                                                                             | 3 – 0                                                                               | Bosnia ed Erzegovina                                                                | Qual. Euro 2016                                                                     | -                                                                                   | 46’                                                                                 |
| 28-3-2015                                                                           | Andorra la Vella                                                                    | Andorra                                                                             | 0 – 3                                                                               | Bosnia ed Erzegovina                                                                | Qual. Euro 2016                                                                     | -                                                                                   |                                                                                     |
| 31-3-2015                                                                           | Vienna                                                                              | Austria                                                                             | 1 – 1                                                                               | Bosnia ed Erzegovina                                                                | Amichevole                                                                          | -                                                                                   |                                                                                     |
| 12-6-2015                                                                           | Zenica                                                                              | Bosnia ed Erzegovina                                                                | 3 – 1                                                                               | Israele                                                                             | Qual. Euro 2016                                                                     | -                                                                                   |                                                                                     |
| 3-9-2015                                                                            | Bruxelles                                                                           | Belgio                                                                              | 3 – 1                                                                               | Bosnia ed Erzegovina                                                                | Qual. Euro 2016                                                                     | -                                                                                   |                                                                                     |
| 10-10-2015                                                                          | Zenica                                                                              | Bosnia ed Erzegovina                                                                | 2 – 0                                                                               | Galles                                                                              | Qual. Euro 2016                                                                     | -                                                                                   |                                                                                     |
| 13-10-2015                                                                          | Nicosia                                                                             | Cipro                                                                               | 2 – 3                                                                               | Bosnia ed Erzegovina                                                                | Qual. Euro 2016                                                                     | -                                                                                   | 80’                                                                                 |
| 13-11-2015                                                                          | Zenica                                                                              | Bosnia ed Erzegovina                                                                | 1 – 1                                                                               | Irlanda                                                                             | Qual. Euro 2016                                                                     | -                                                                                   | 51’                                                                                 |
| Totale                                                                              |                                                                                     | Presenze                                                                            | 37                                                                                  |                                                                                     | Reti                                                                                | 0                                                                                   |                                                                                     |

## Palmarès

### Giocatore

#### Competizioni nazionali
- Campionato tedesco di seconda divisione: 1

Friburgo: 2015-2016